# Fridrich Anton Schwarzbursko-Rudolstadtský
Fridrich Anton Schwarzbursko-Rudolstadtský (14. srpna 1692, Rudolstadt – 1. září 1744, tamtéž) byl kníže ze Schwarzburgu-Rudolstadtu.

## Život
Narodil se 14. srpna 1692 v Rudolstadtu jako syn knížete Ludvíka Fridricha I. Schwarzbursko-Rudolstadtského a Anny Žofie Sasko-Gothajsko-Altenburské.
Jeho vzdělávání bylo plánováno prarodiči. Zajímal se o poezii a psal básně.
Jako kníže neřešil vládní záležitosti. Vše měl na starosti jeho kancléř Georg Ulrich z Beulwitzu. Poddaní ho považovali jako neschopného vládnout.
Roku 1727 dovolil dvoum židovským rodinám usadit se v Immenrode (dnes součást Sondershausenu). V letech 1727 až 1737 toto privilegium získalo dalších 9 rodin.
Během vlády se potýkal s finančními problémy. Jeho bratr princ Vilém Ludvík byl vždy zadlužený a Fridrich tyto dluhy platil.
Roku 1726 vypukl požár zámku Schwarzburg a roku 1735 zámku Heidecksburg, které zrekonstruoval a nechal vystavět nový velký sál.
Zemřel 1. září 1744.

## Manželství a potomci
Dne 8. února 1720 se v Saalfeldu oženil s princeznou Žofií Vilemínou Sasko-Kobursko-Saalfeldskou. Měli spolu tři děti:
- princ Jan Fridrich (1721–1767)
  - ⚭ princezna Bernardina Kristýna Sasko-Výmarsko-Eisenašská (1724–1757)
- princezna Žofie Vilemína (1723–1723)
- princezna Žofie Albertina (1724–1799)

Dne 6. ledna 1729 se oženil s princeznou Kristýnou Žofií Východofrískou, dcerou knížete Kristiána Eberharda Východofríského.